# Fallande peon
Fallande peon är en fallande versfot som består av fyra stavelser, dvs en betonad stavelse följd av tre obetonade. Exempel kan vara "tråkigaste" eller "äter maka-(roner)". Dessa exempel, liksom många andra skulle båda också kunna användas som två trokéer i många sammanhang, eftersom det kan låta naturligt att mer eller mindre betona ca varannan stavelse i språket. En femfotad trokéisk versrad skulle kunna lyda "Kent har världens tråkigaste hobby". På motsvarande sätt används ofta vad man skulle kunna tycka är en stigande peon som två jamber och ibland som en dansjamb. 